# The Order (película de 2024)
The Order — The Order: La hermandad silenciosa en España — es una película canadiense de 2024 de suspense policial basada en hechos reales, dirigida por Justin Kurzel y protagonizada por Nicholas Hoult y Jude Lawa partir de un guion escrito por Zach Baylin, que recrea el libro de no ficción de 1989 The Silent Brotherhood de Kevin Flynn y Gary Gerhardt.
La película gira en torno a “La Orden”, un grupo paramilitar supremacista estadounidense también conocido como "La Hermandad Silenciosa" o "Movimiento de Resistencia Aria" que estuvo activo entre septiembre de 1983 y diciembre de 1984.
La película se estrenó el 31 de agosto de 2024 en la 81.ª edición del Festival Internacional de Cine de Venecia, The Order compite por el León de Oro de 2024 de Veneciay en el Festival Internacional de Cine de Toronto de 2024. Fue estrenada en cines por Vertical en los Estados Unidos el 6 de diciembre de 2024 y luego digitalmente a nivel internacional en Prime Video.

## Argumento
En 1983, una serie crímenes audaces; robos a bancos, operaciones de falsificación y robos de vehículos blindados cada vez más violentos, asustaron a las comunidades de todo el noroeste del Pacífico, entre las montañas de Idaho y el estado de Washington. 
Mientras los desconcertados policías buscaban respuestas, Terry Husk (interpretado por el actor británico Jude Law), separado de su esposa e hijas, es un agente veterano rudo y canoso, que bebe, fuma y toma pastillas que le provocan hemorragias nasales, llega desde Nueva York a la tranquila y pintoresca ciudad de Coeur d'Alene, Idaho, para hacerse cargo de una oficina del FBI que, según el sheriff local, lleva años sin funcionar. Tras los hechos y con su experiencia pasada trabajando de encubierto con la mafia de Nueva York y el KKK, Husk llega a creer que los crímenes no eran solo una obra de delincuentes tradicionales.
Comienza entonces una batalla para eliminar al líder y carismático Bob Mathews (a quien da vida el actor británico Nicholas Hoult), un chico de campo de ojos azules y rostro angelical con una dulce sonrisa y un corazón de pedernal, comprometido con la preservación de un estilo de vida rural y tradicional, cansado de escuchar a su ministro predicar que algún día Estados Unidos será la tierra prometida exclusivamente blanca, por lo que él mismo decide tomar medidas. Planificará una serie de robos a mano armada para financiar el entrenamiento y equipamiento de sus propios compañeros, e iniciará una guerra entre los defensores de la civilización estadounidense contemporánea y quienes se obstinan en derrocarla para erigir un nuevo orden mundial.
Al final del largometraje, se demuestra que la novela The Turner Diaries (Los diarios de Turner) es el verdadero villano de la película. La novela de 1978 que funciona como el modelo de ejecución de Mathews.

## Reparto

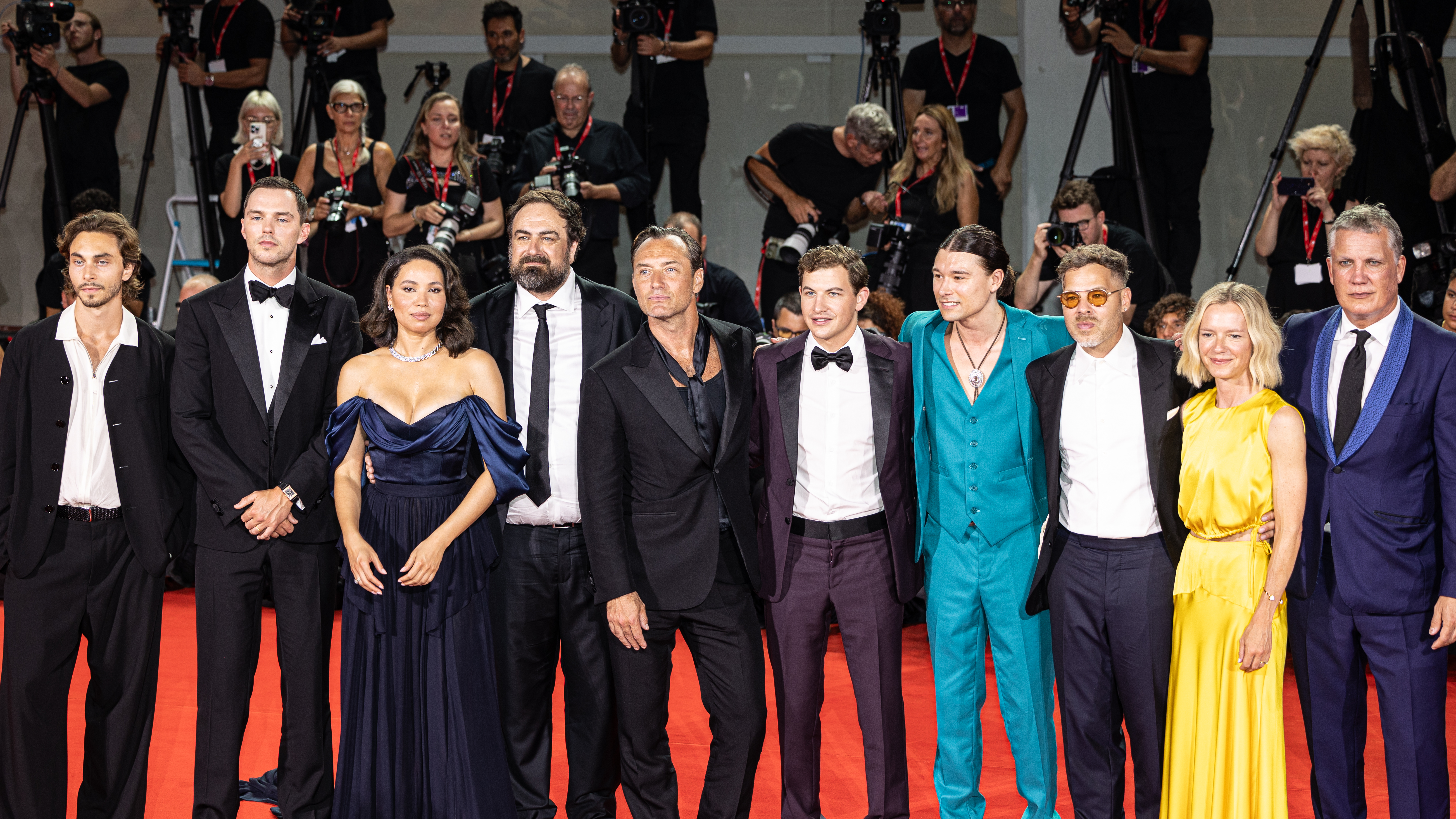
Reparto y equipo de la película The Order en el 81º Festival Internacional de Cine de Venecia de 2024. (De izquierda a derecha; Matias Garrido, Nicholas Hoult, Jurnee Smollett, el director Justin Kurzel, Jude Law, Tye Sheridan, Phillip Lewistki, el guionista Zach Baylin, una acompañante y el productor Stuart Ford.)

| Actor                   | Personaje                                                 |
| ----------------------- | --------------------------------------------------------- |
| Nicholas Hoult          | Robert "Bob" Mathews                                      |
| Jude Law                | Terry Husk, agente FBI                                    |
| Tye Sheridan            | Jamie Bowen, joven policía local                          |
| Jurnee Smollett         | Joanne Carney, agente FBI                                 |
| Marc Maron              | Alan Berg, presentador de radio judío                     |
| Alison Oliver           | Debbie Mathews, esposa de Bob                             |
| Huxley Fisher           | Clinton Matthews, hijo adoptado de Bob                    |
| Odessa Young            | Zillah Craig, amante de Bob y madre biológica de su hija. |
| Philip Granger          | Loftlin, el Sheriff.                                      |
| Bradley Stryker         | Sam Stinson                                               |
| Chantal Perron          | Jean Craig                                                |
| Sally Bishop            | Brinks, el guardia.                                       |
| George Tchortov         | Gary Yarbrough                                            |
| Victor Slezak           | Richard Butler, ministro.                                 |
| Matias Garrido          | Tony Torres                                               |
| Daniel Yip              | Ingeniero                                                 |
| Daniel Doheny           | Walter West                                               |
| Sebastian Pigott        | Bruce Pierce, perpetrador.                                |
| Phillip Forest Lewitski | David Lane, perpetrador.                                  |

## Producción

### Guion
El escritor nominado al Oscar y al BAFTA, Zach Baylin, escribió el guion basado en The Silent Brotherhood, el libro de Kevin Flynn y Gary Gerhardt que narra la escalada de crímenes del grupo terrorista nacional supremacista blanco titular.
The Silent Brotherhood relata a dos periodistas de investigación que ofrecen un relato interno sobre la "La Hermandad Silenciosa”, el grupo de odio de derecha radical más peligroso que ha surgido desde el Ku Klux Klan. Dicen ser patriotas, pero son la hermandad mortal de la nación: grupos de odio que empaquetan su alienación contra el gobierno federal bajo nombres como la ''Nación Aria'', ''la Orden'' y otras milicias supremacistas blancas. El grupo atrae a ciudadanos aparentemente promedio con su llamado al orgullo por la raza, la familia y la religión y su misión de salvar a los cristianos blancos en Estados Unidos. Profieren retórica antinegra, antisemita y neonazi, y sus quejas se han enconado hasta convertirse en una paranoia en toda regla y un llamado a una guerra racial total. La Hermandad Silenciosa revela con aterradores detalles cómo el grupo se convirtió en criminales y asesinos en su esfuerzo por establecer una patria aria.

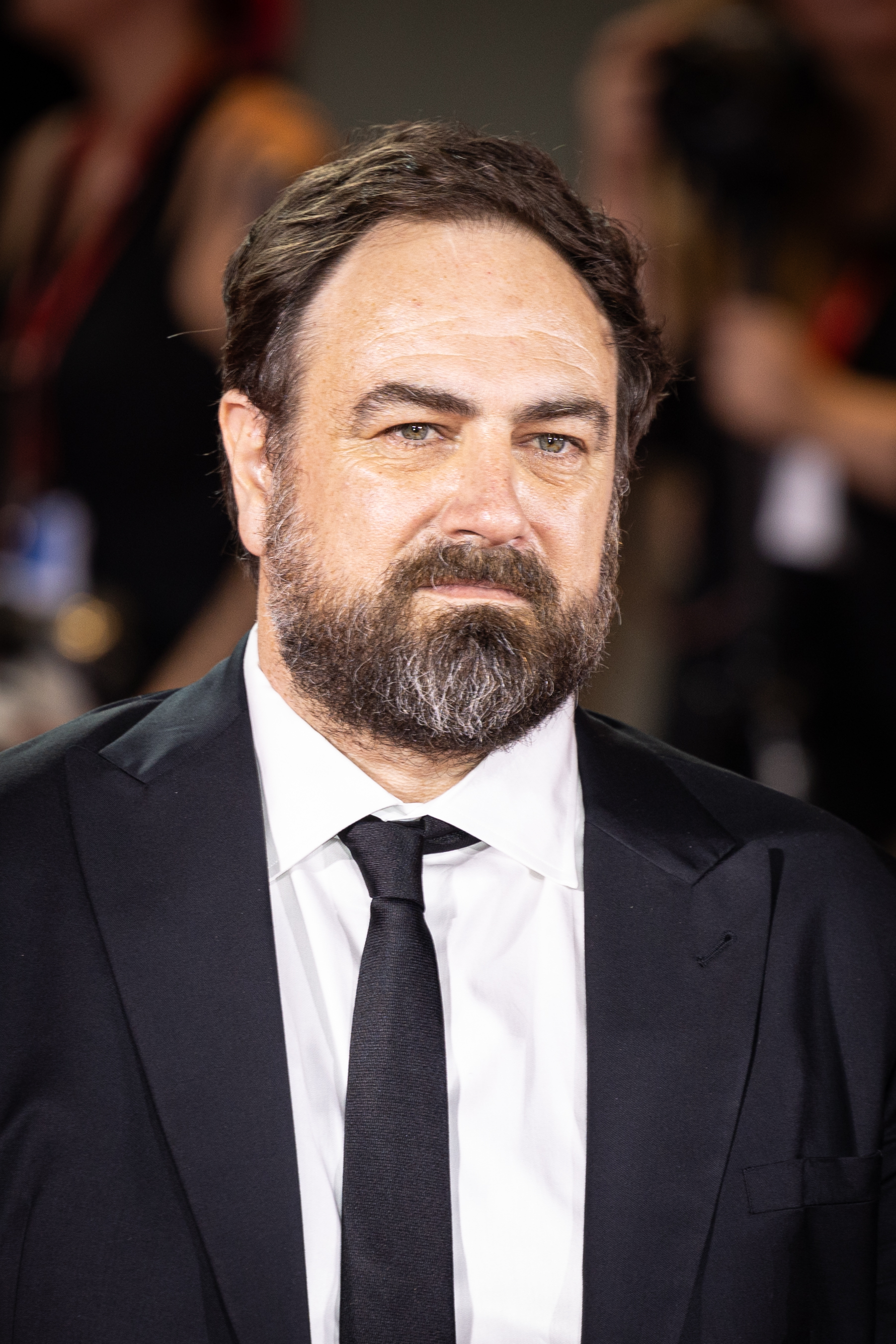
Justin Kurzel, el director.

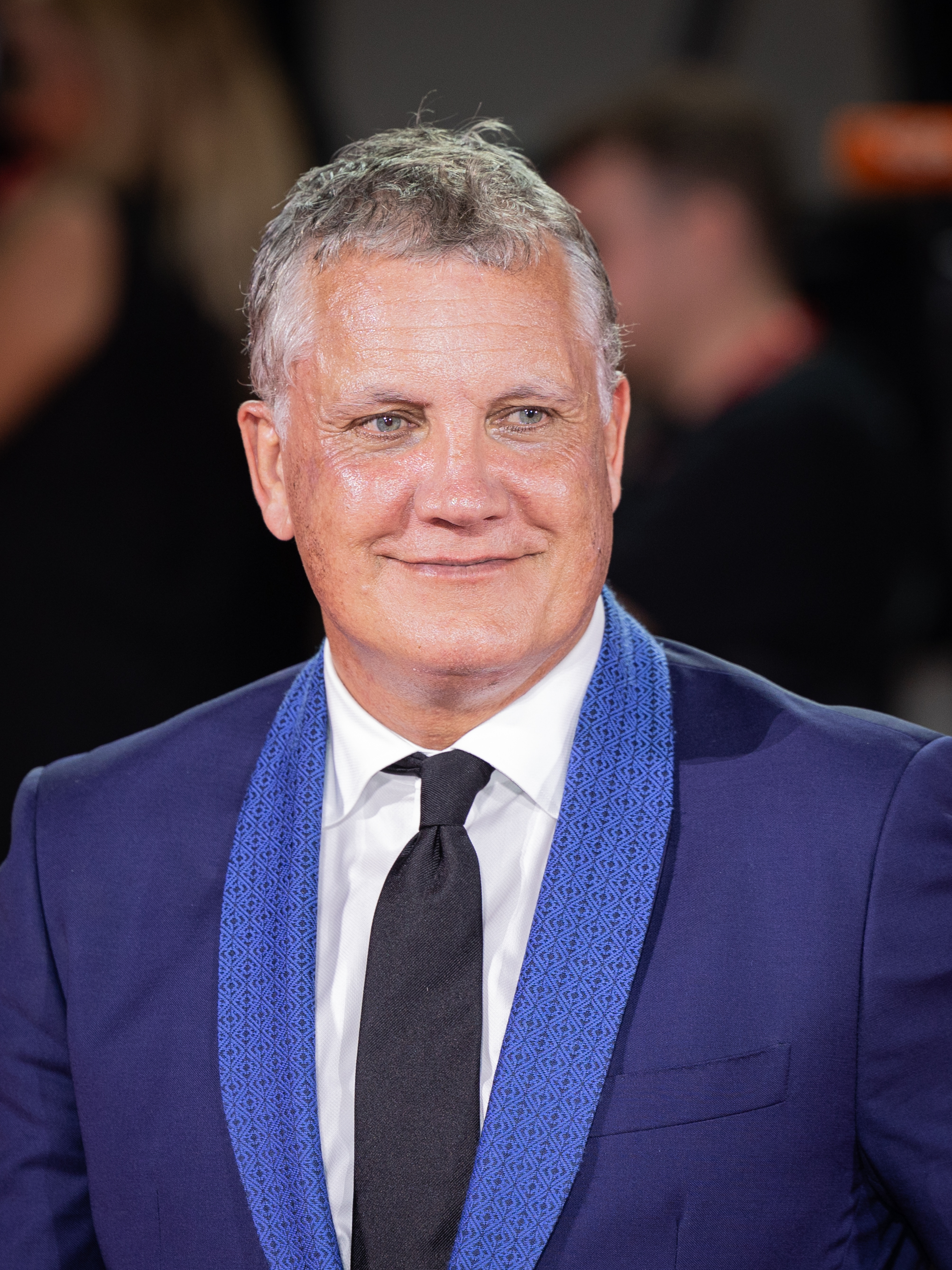
El productor de cine Stuart Ford en el 81º Festival Internacional de Cine de Venecia de 2024.

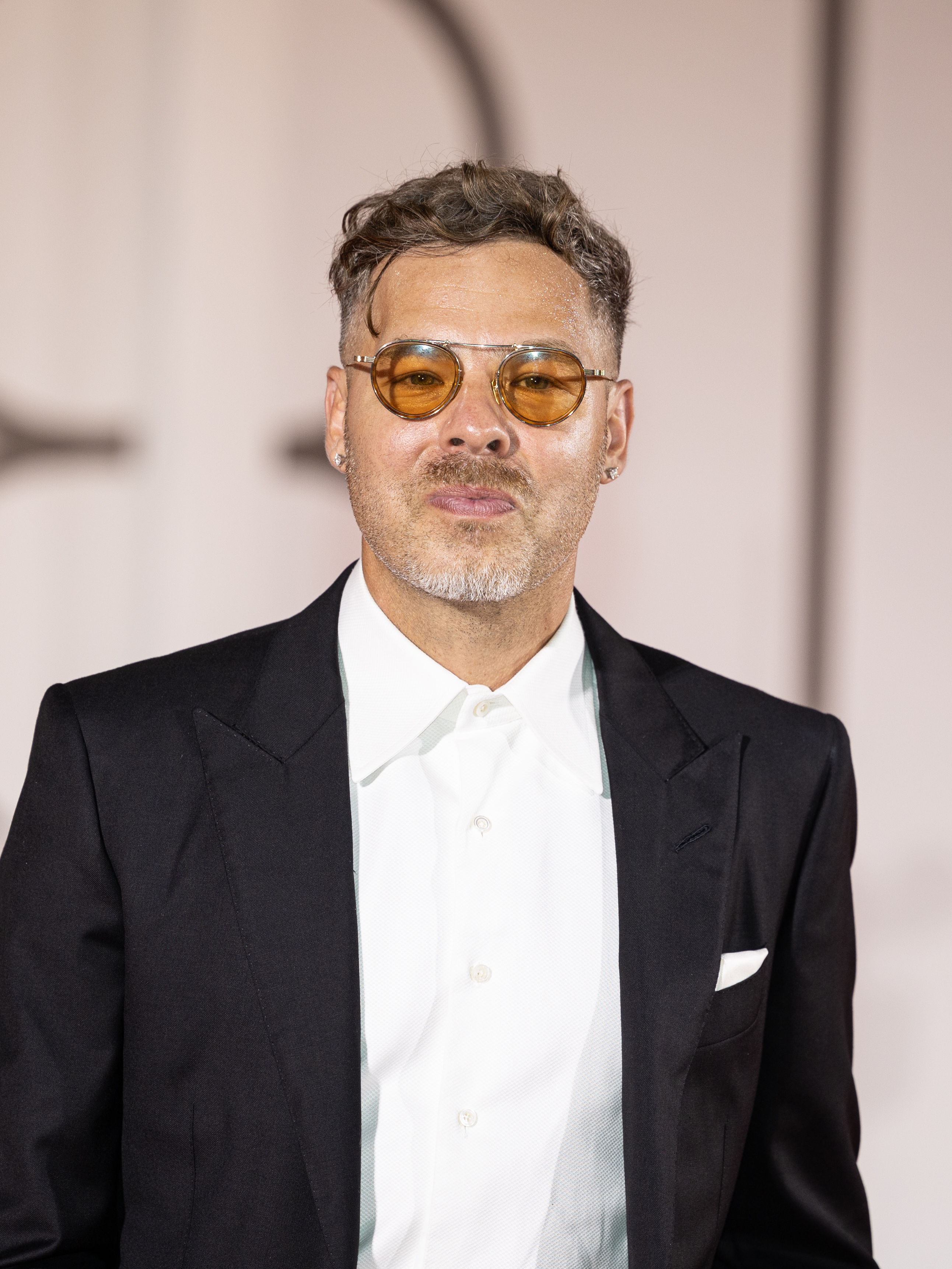
Zach Baylin, el guionista.

### Desarrollo
AGC Studios financió, produjo y vendió el thriller.
Produjo el thriller Bryan Haas, Jude Law, Stuart Ford, Justin Kurzel, Ben Jackson y Stephen Fuss de Riff Raff Entertainment,y Lynne Bespflug como coproductora.
Los productores ejecutivos son Zach Baylin, Kate Susman, Jeremy Saulnier y Zach Garrett de AGC Studios.

### Casting
El 3 de febrero de 2023, a través de Deadline, se anunció que Jude Law y Nicholas Hoult protagonizarían The Order.Esta es la segunda vez que director Justin Kurzel dirige al actor Nicholas Hoult, que trabajaron juntos anteriormente en True History of the Kelly Gang (2019).
En mayo de 2023, el actor estadounidense Tye Sheridan, la actriz Jurnee Smollett, la australiana Odessa Young, Alison Oliver y el actor Marc Maron se unieron al elenco.

### Rodaje
El rodaje comenzó el 8 de mayo de 2023 en Alberta, Canadá y finalizó el 25 de junio de 2023.
Hoult contó a la prensa cómo él y Law, adversarios en la película, no hablaron ni interactuaron entre sí durante las primeras cuatro semanas de filmación en un intento por distanciarse entre ellos. El director Kurzel también le encargó a Hoult, que siguiera a Law, durante un día sin que su compañero actor lo supiera.
El papel de Law, un federal de pasado herido, ha sido pensado como «una amalgama de los policías» que lucharon, explicó el guionista Zach Baylin. «Me dejé bigote porque todos los agentes con los que hablé lo llevaban», especificó Law.

### Postproducción
Una prueba de The Order se proyectó en California en marzo de 2024. Se decía que la impresión mostrada estaba cerca de un corte final. He aquí una reacción:

The film is very similar in tone to “Hell or High Water.” It definitely has the feel of Kurzel’s past efforts. It’s super dark and low-key but very nail biting and especially egregious about the true story. It has stunning landscape shots and two great performances in Law and Hoult (the latter so chilling as a Nazi leader who quickly gains power). It’s another strong addition to Kurzel’s filmography. He’s great and milking tension out of the simplest of moments.
La película tiene un tono muy similar a “Comanchería”. Definitivamente tiene la sensación de los esfuerzos pasados de Kurzel. Es súper oscuro y discreto pero muy mordaz y especialmente atroz sobre la historia real. Tiene impresionantes tomas de paisajes y dos grandes actuaciones de Law y Hoult (este último tan escalofriante como un líder nazi que rápidamente gana poder). Es otra fuerte incorporación a la filmografía de Kurzel. Es genial y saca tensión de los momentos más simples.
Ref. 

## Estreno
The Order se proyectó en la 81.ª edición del Festival Internacional de Cine de Venecia el 31 de agosto de 2024, durante la premiere en el Palazzo del Cinema, de la mano de Nicholas Hoult, Jude Law, Tye Sheridan, Jurnee Smollett y el director Justin Kurzel.
La plataforma de streaming Prime Video la distribuye en todos los territorios internacionales excepto en Estados Unidos.

### Fecha de lanzamiento
| Fecha                   | Estreno                                    |
| ----------------------- | ------------------------------------------ |
| 31 de agosto de 2024    | Italia (Festival internacional de Venecia) |
| 8 de septiembre de 2024 | Canadá (Festival Internacional de Toronto) |
| 5 de diciembre de 2024  | Rusia                                      |
| 6 de diciembre de 2024  | Estados Unidos                             |

## Recepción
The Order tuvo su estreno mundial en el Festival internacional de Venecia, con el público de la Sala Grande del Palazzo del Cinema dándole al título en competencia una ovación del público asistente de nueve minutos y 23 segundos.
«Law y el adversario de mirada gélida de Hoult se combinan para lograr una resonancia algo mítica; un dúo de lucha con el demonio que realmente se adapta al contexto político con un efecto preciso». comenta el crítico Jonathan Romney de The Guardian.
El crítico Stephanie Bunbury de Deadline Hollywood calificó la película como «una muestra amplia de la cultura política estadounidense».
El crítico Jordan Mintzer, de The Hollywood Reporter, describió la película como «una apasionante historia real de la violencia estadounidense».

## Premios y nominaciones
| Premio                                                  | Año  | Categoría      | Nominados | Resultado | Ref    |
| ------------------------------------------------------- | ---- | -------------- | --------- | --------- | ------ |
| León de Oro (Festival Internacional de Cine de Venecia) | 2024 | Mejor película | The Order | Nominada  | [ 28 ] |